# ماریا آدانس
ماریا آدانس (اسپانیایی: María Adánez‎؛ زادهٔ ۱۲ مارس ۱۹۷۶) بازیگر اهل اسپانیا است.
از فیلم‌ها یا برنامه‌های تلویزیونی که وی در آن نقش داشته‌است، می‌توان به دل دیوانه، کاروسل حوالی ۱۹۵۰، پدربزرگ، زندگی من در ویرانه‌ها و دردسر قریب‌الوقوع اشاره کرد.